# Pagode Khánh-Anh
Pagode Khánh-Anh is een boeddhistische tempel aan de Rue François Mauriac in Évry (Parijs). De tempel bestaat onder andere uit een Mahavirahal met een goudkleurig beeld van Shakyamuni Boeddha. Het tempelcomplex bevat twee pagodes, de grootste pagodes van Europa. In augustus 2008 werd het gebouw ingezegend door de 14e dalai lama. 
Op 13 mei 2017 werd het complex officieel in gebruik gesteld.